# 半截河水库
半截河水库是中国黑龙江省鸡西市鸡东县境内的一座水库，位于半截河上，建于1963年。水库正常库容为700万立方米，集雨面积为106平方千米，海拔为176.77米。